# GREC (grup musical)
GREC va ser un grup de música format per l'Orland Cardona l'any 1981 a Barcelona. Originàriament, GREC eren les sigles de "Grup de Rock Experimental Català", però després es va abandonar aquest nom i el grup es va quedar amb el nom de "GREC". El grup va començar a fer cançons pop-rock en català en un moment en què aquest gènere era pràcticament inexistent al país. Això va portar a anomenar-lo sovint "grup pioner del pop-rock en català".

## Història
A l'Institut Joan d'Àustria de Barcelona es van conèixer Orland Cardona (veu), Ricard Càmara (guitarra) i en Richard Manzano (baix), on amb motiu de la mort de John Lennon, van fer un primer concert. Posteriorment s'incorporà en Jordi Bravo a la bateria. Amb la banda formada i els primers temes propis, van començar a tocar a locals petits de Barcelona, fins que van ser convidats a tocar al primer aniversari de Catalunya Ràdio, l'any 1984. Poc després, van signar un contracte amb la discogràfica Audiovisuals de Sarrià, amb qui van enregistrar un disc senzill amb dos temes: No som músics com els d'abans i Petits Deus, i en 1985 van publicar amb Picap el seu primer disc.
Després de publicar Hu-mans en 1988 el grup es va dissoldre i Orland Cardona i Ricard Càmara van formar pájaro en mano per cantar en castellà, traient un disc, i en 1993, de nou com a GREC, van publicar el darrer disc, El cel està tan lluny.

## Discografia
| • No som músics com els d'abans (1985)                                                     |
| ------------------------------------------------------------------------------------------ |
| (Audiovisuals de Sarrià) 1. «No som músics com els d'abans» – 4:02 2. «Petits Déus» – 5:03 |

| • Sóc (1987) |
| --- |
| (Picap) 1. «Vanitosa» – 4:36 2. «He perdut l'ànima» – 5:58 3. «Tinc ganes de veure't» – 5:40 4. «No som músics com els d'abans» – 4:31 5. «Prou pressa» – 5:19 6. «A Barcelona la nit és clara» – 6:00 7. «No m'ensenyeu a matar» – 4:27 8. «Petits déus» – 5:17 |

| • Hu-mans (1988) |
| --- |
| (Picap) 1. «Somni de lluna» – 4:45 2. «Parlen d'aquell país» – 4:11 3. «Tornaràs» – 5:12 4. «No puc perdre el temps» – 4:25 5. «El va trair» – 4:15 6. «Per què estàs trista avui?» – 4:06 7. «Penso en tu» – 4:31 8. «Volen arribar a demà» – 4:16 9. «Tocat per altres mans» – 3:41 |

| • El cel està tan lluny (1993) |
| --- |
| (Picap) 1. «Vivint sense tu» – 4:26 2. «Si no vols ser lliure» – 4:35 3. «Tots els moments» – 4:34 4. «Tot té un final» – 4:11 5. «Viu la teva pròpia vida» – 4:09 6. «El cel està tan lluny» – 4:36 7. «Només em quedes tu» – 4:16 8. «Deixa't 7.1» – 4:25 9. «Condemnats a ser amics» – 4:54 10. «Necessito veure't ara» – 4:07 11. «Just like a woman» – 2:00 |